# Well-being for Planet Earth
公益財団法人Well-being for Planet Earth（ウェルビーイング フォー プラネット アース）は、ウェルビーイング（Well-being）分野の発展に寄与することを目指し、学術研究への助成や普及啓発を行っている団体。

## 歴史
2018年に設立された、一般社団法人LIFULL財団が前身である。その後2019年、内閣府より公益財団法人の認定を受け、名称もWell-being for Planet Earth Foundationに変更された。

## 活動概要
2019年に創設以来、学術研究への助成や普及啓発を行ってきている。代表理事は石川善樹。

### 研究助成
国内外のWell-being分野の研究活動に対して助成を行っており、これまでにハーバード大学、ニューヨーク大学、東ロンドン大学、米国ギャラップ社などに助成を行っている。

### Global Well-being Initiative
2020年6月、長年に渡って世界各国のウェルビーイング調査の実績を持つ米国ギャラップ社とともに、Global Well-being Initiative（グローバルウェルビーイングイニシアチブ）を立ち上げ、世界約150カ国を超える国々でウェルビーイング調査を行うことを発表した。Global Well-being Initiativeが行う新たなウェルビーイング調査では、従来の西洋的価値観に基づくウェルビーイング指標ではなく、非西洋圏の価値観を含むより包摂的（インクルーシブ）でグローバルなウェルビーイング指標を策定することを目指している。第一回目の調査結果は、2021年9月国際平和デーに合わせて発表される予定。

### 日本版 Well-beingイニシアチブ
2021年3月、日本経済新聞社は公益財団法人Well-being for Planet Earth、有志の企業や有識者・団体等と連携して「日本版Well-being Initiative」を創設。GDW（Gross Domestic Well-being：国内総充実）の啓発やウェルビーイング経営の推進などを目指している。